# Jeremy Renner
Jeremy Renner (Modesto, 7. siječnja 1971.), američki glumac i pjevač. Karijeru je započeo pojavljivanjem u neovisnim filmovima kao što su Dahmer (2002.) i Neo Ned (2005.). Renner je bio nominiran za Oscara za najboljeg glumca za izvedbu u filmu Narednik James (2008.) i za Oscara za najboljeg sporednog glumca za izvedbu u filmu Grad lopova (2010.). 

## Vanjske poveznice
- Jeremy Renner u internetskoj bazi filmova IMDb-u (engl.)